# Courchamps (Maine-et-Loire)
Courchamps is een gemeente in het Franse departement Maine-et-Loire (regio Pays de la Loire) en telt 430 inwoners (1999). De plaats maakt deel uit van het arrondissement Saumur.

## Geografie
De oppervlakte van Courchamps bedraagt 7,0 km², de bevolkingsdichtheid is 61,4 inwoners per km².
De onderstaande kaart toont de ligging van Courchamps (Maine-et-Loire) met de belangrijkste infrastructuur en aangrenzende gemeenten.

## Demografie
Onderstaande figuur toont het verloop van het inwonertal (bron: INSEE-tellingen).